# Municipio de Simpsonville
El municipio de Simpsonville (en inglés: Simpsonville Township) es un municipio ubicado en el  condado de Rockingham en el estado estadounidense de Carolina del Norte. En el año 2010 tenía una población de 3.976 habitantes.

## Geografía
El municipio de Simpsonville se encuentra ubicado en las coordenadas 36°18′21.49″N 79°44′17.12″O / 36.3059694, -79.7380889.